# Disenso-Stiftung

Logo der Disenso-Stiftung

Die Fundación Disenso (deutsch: Dissens-Stiftung) ist eine am 2. Juli 2020 gegründete konservative spanische Stiftung, deren erstes Manifest die „Charta von Madrid“ war; ein Dokument zur Verteidigung der „Iberosphäre“ oder der Gemeinschaft der Nationen des hispanischen Gebiets. Es prangert einen angeblichen Vormarsch des Kommunismus in mehreren Ländern an, dem es die Verteidigung des Rechtsstaats, der Befolgung der Gesetze, der Gewaltenteilung, der Meinungsfreiheit und des Privateigentums entgegensetzen wolle. Zu den Unterzeichnern der „Charta von Madrid“ gehören Eduardo Bolsonaro, Bundesabgeordneter des Bundesstaates São Paulo; Giorgia Meloni, Präsidentin der konservativen und nationalistischen politischen Partei Fratelli d’Italia; Hermann Tertsch, Europaabgeordneter und Schirmherr der Fundación Disenso; sowie Jorge Buxadé, Leiter der Vox-Delegation im Europäischen Parlament; Santiago Abascal, Präsident der rechtsextremen Partei Vox; die kubanische Schriftstellerin und Dissidentin Zoé Valdés; und weitere Persönlichkeiten. Die Disenso-Stiftung kaufte die Zeitung La Gaceta de la Iberosfera als Kommunikationsinstrument, in der Artikel veröffentlicht werden sollten, die sich gegen die gleichgeschlechtliche Ehe und Abtreibung aussprachen sowie für die Einheit Spaniens (siehe Spanischer Nationalismus).
Die Stiftung wurde gegründet von Santiago Abascal Conde selbst (als Präsident), Hermann Leopold Tertsch del Valle-Lersundi (als Mitglied), Francisco Paula Méndez Monasterio (als Sekretär) und Jorge Martín Frías (als Stellvertreter), Luis Asúa Brunt, Carlos Bustelo Y García Del Real (ehemaliger Minister der Unión de Centro Democrático (UCD) und ehemaliger Präsident der spanischen Börsenkommission Comisión Nacional del Mercado de Valores (CMT)), Francisco José Contreras Peláez, Amando De Miguel, Enrique García-Máiquez, José María Marco (Gründer von Libertad Digital), Rocío Monasterio, Fernando Sánchez Dragó und Ana María Vidal-Abarca. Die Stiftung wird geleitet von Jorge Martín Frías, Eduardo Fernández Luiña, Rosa Reigía Vales und Emma González Tuche. Die Stiftung gehört direkt zur Vox-Partei, die ihre gründende politische Organisation ist.
Disenso bietet Stipendien für ein Studium am Institut für Sozial-, Wirtschafts- und Politikwissenschaften (ISSEP) an, einer französischen Privathochschule, die 2018 in Lyon von Marion Maréchal, Nichte von Marine Le Pen und Enkelin von Jean-Marie Le Pen mitgegründet wurde und 2020 einen Sitz in Madrid eröffnete. Darüber hinaus bietet die Stiftung Führungsschulungen für junge Talente im Alter von 25 bis 35 Jahren an, die im politischen, sozialen oder intellektuellen Bereich herausragen. Das Programm wird in fünf Ländern angeboten: den Vereinigten Staaten, Spanien, Italien, Polen und Frankreich. Mit der Idee, sie „zu Führern in der Verteidigung der Freiheit, des Rechtsstaats und der Demokratie“ auszubilden. Während des gesamten Programms werden sie durch Seminare, private Treffen mit Führungskräften, kulturelle Besuche und Arbeitssitzungen geschult, die ihnen helfen sollen, ihre Führungskompetenzen zu stärken sowie ihr Bewusstsein für die Verbindungen mit anderen hispanischen Ländern entlang des Atlantiks zu schärfen und macht damit Parteistiftung FAES der spanischen Volkspartei (PP) nach.

## Geschichte
Santiago Abascal reiste im Februar 2020 zusammen mit Iván Espinosa de los Monteros, dem parlamentarischen Sprecher der Vox-Partei, in die Vereinigten Staaten und besuchte mehrere Denkfabriken mit Bezug zur amerikanischen Republikanischen Partei, darunter die Heritage Foundation, das International Republican Institute und die American Conservative Union. Nach dieser Reise erklärte Santiago Abascal am 8. März 2020 auf dem Parteitag in der Stierkampfarena Vistalegre in Madrid seine Absicht, mit der Partei zahlreiche gesellschaftliche Bereiche zu durchdringen, um einen Kulturwandel herbeizuführen und so die gesellschaftliche Akzeptanz auszuweiten. Um dies zu erreichen, würde man den Parteifunktionären selbst, von denen viele gerade erst in die Politik gekommen sind und über wenig Erfahrung verfügen, eine umfassendere politische und Führungsausbildung anbieten.
Mit dieser Absicht wurde am 2. Juli 2020 die Stiftung Disenso gegründet und widme sich laut Stiftung der Analyse und Forschung, um Ideen und Berichte mit einer „konservativen“ Sichtweise zu verbreiten sowie Veranstaltungen und Seminare sowohl online als auch persönlich abzuhalten, Kurse für Anhänger der Partei, die ideologische Leitlinien für ihre Arbeit suchten. Zum Direktor der Stiftung wurde Jorge Martín Frías gewählt, der eine liberale Tendenz vorweisen konnte und an der Gründung des Netzwerks Floridablanca innerhalb der spanischen Volkspartei (PP) beteiligt war. Martín Frías hatte die PP verlassen, als Pablo Casado im Kongress die Führung dieser Partei übernahm und den vorherigen Parteivorsitzenden Mariano Rajoy ersetzte.
Ursprünglich war geplant, die Fundación Disenso größtenteils aus den von Vox bereitgestellten Mitteln zu finanzieren, die Idee, auch private Spenden zu erhalten, wurde jedoch nicht ausgeschlossen.

## Bedeutung des Namens
Die Idee zum Namen „Disenso“ entstammt einer Absichtserklärung, in der die Gründungsmitglieder der Stiftung in gewisser Weise ihren „Dissens gegenüber der vorherrschenden Meinung“ als „Zwang und Verpflichtung“ zum Ausdruck bringen wollten. Aber der Name „Disenso“ bezieht sich auch auf eine Gruppe der späten 80er und 90er Jahre in Madrid, die neofaschistische und systemfeindliche Studenten vereinte und mit der ideologisch gleichgesinnten Gruppe Bases Autónomas (BBAA) in Verbindung stand. Die Disenso-Gruppe der 80er und 90er Jahre wurde sogar als „Anarcho-Nazis“ bezeichnet und schließlich in die Coordinadora de Estudiantes Nacional-Revolucionarios (CENR) aufgenommen.

## Ziele
Im Stiftungsregister des spanischen Justizministeriums hat die Disenso-Stiftung folgende Zielsetzungen eingetragen:
- Die Verteidigung der Freiheit, Einheit und Souveränität Spaniens im zivilen Bereich.
- Die Förderung der Verteidigung des Lebens und der Familie.
- Die Verteidigung des Justiz, des Rechtsstaats und der Durchsetzung des Rechts.
- Die Verteidigung des Erbes der westlichen Zivilisation, des kulturellen Erbes Spaniens in der Welt und seiner europäischen und amerikanischen Berufung.

## Aktivitäten
Der Tätigkeitsbereich der Disenso-Stiftung umfasst Kultur, Geisteswissenschaften, Denken und Politik:
1. Ausarbeitung von Studien, Berichten und Veröffentlichungen zu verschiedenen Themen, die mit den Stiftungszwecken in Zusammenhang stehen.
2. Organisation von Schulungs- und Ausbildungsaktivitäten zu Themen, die für die Stiftung von Interesse sind.
3. Zusammenarbeit mit nationalen und internationalen Einrichtungen, mit denen die Stiftung Interessen teilt.